# Пам'ятники Івано-Франківська
Стаття Пам'ятники Івано-Франківська призначена для ознайомлення, в тому числі й візуального зі зразками монументальної скульптури обласного центра України міста Івано-Франківська.

## Про міські пам'ятники
У сучасному Івано-Франківську встановлено низку пам'ятників — переважно українським національним діячам культури та історії — Іванові Франку, Степанові Бандері, Василю Стефанику тощо. У місті з багатими християнськими традиціями є також релігійні пам'ятники — статуї Пресвятої Діви Марії та Ісуса Христа.
Найстаріший пам'ятник Станіслава (Івано-Франківська), що зберігся до наших днів — Адамові Міцкевичу (1898; сучасний вигляд — від 1930 року).
У радянський період в Івано-Франківську було споруджено відразу декілька пам'ятників, зокрема «обов'язковий» Леніну, й низка «квазітехнічних» — макетів техніки, що мали уславляти успіхи науки й економіки після возз'єднання з рештою України.
У період незалежності (від 1991 року) в місті було прибрано майже всі зразки радянської монументальної пропаганди, окрім стели на честь 40-річчя визволення міста від німецьких військ у ІІ Світову, натомість у Івано-Франківську з'явився величний монумент Каменяра (1995), чиє ім'я носить місто. Таким чином, практично всі івано-франківські пам'ятники належать сьогоднішньому періоду незалежної України.
Низка монументів Івано-Франківська присвячені яскравим подіям національної історії, зокрема монумент на честь проголошення столиці ЗУНР в Станіславові (2004). Цей пам'ятник, а також погруддя видатного українського бджоляра Петра Прокоповича були встановлені завдяки меценатським пожертвам українського емігранта В. С. Войцюка (†2010).
Своєрідним меморіальним місцем, у тому числі зосередженням пам'ятників, власне надгробних, яскравих національних діячів, є колишній міський цвинтар, знаний тепер як Івано-Франківський меморіальний сквер — тут розташовані впорядковані поховання першого галицького композитора і диригента Дениса Січинського, професора лексикографа і українського мовознавця, засновника філії «Просвіти» в Станіславові (1886) Євгена Желехівського тощо.
Влітку 2010 року міська комісія з питань перейменування вулиць та встановлення пам'ятних знаків в Івано-Франківську підготувала кілька пропозицій щодо встановлення в місті 2 нових пам'ятників — Роману Шухевичу та «Руській трійці».
31 грудня 2013 року в Івано-Франківську встановили перший в світі пам'ятник «Руській трійці».
23 травня 2019 року в Івано-Франківську встановили пам'ятник Роману Шухевичу.
21 листопада 2021 року в Івано-Франківську встановили пам'ятник Святому Іоанну Павлу ІІ.

## Сучасні пам'ятники
| Назва                                                                                             | Рік встановлення   | Розташування                                                              | Фото | Короткі відомості |
| ------------------------------------------------------------------------------------------------- | ------------------ | ------------------------------------------------------------------------- | ---- | --- |
| Ігнацію Камінському                                                                               | 4 грудня 2015      | на розі вулиць Мазепи та Бельведерської                                   |      | Скульптура присвячена Ігнацію Камінському (1819—1902) який був бургомістром Станіславова у 1869—1889 рр. Саме йому слід подякувати за відновлення міста після грандіозної катастрофи — так званої Мармулядової пожежі [Архівовано 24 грудня 2015 у Wayback Machine.], яка спалахнула 28 вересня 1868 р. Тоді згоріли 260 будинків, ратуша та суттєво пошкоджений вірменський костел. Коштів на відновлення будівель у міста не було. Камінський у 1866 р. зайняв посаду віце-бургомістра, а з 1873 по 1888 р. ще й був депутатом у Крайовому сеймі й австрійському парламенті. Він домігся великої позики для міста на дуже вигідних умовах, завдяки чому Станиславів досить швидко відбудували.                                                                              |
| Роману Гурику                                                                                     | 14 жовтня 2015     | меморіальний сквер                                                        |      | 19-річний іванофранківець Роман Гурик загинув 20 лютого 2014 року на вулиці Інститутській в Києві від пострілу снайпера. Він був студентом Прикарпатського національного університету. Пам'ятник створив київський скульптор Борис Данилюк у співпраці з фахівцями майстерні каменю та литварні. Робота тривала близько восьми місяців. Пам'ятник освятив архієпископ і митрополит Івано-Франківський преосвященний владика Володимир (Війтишин). |
| Андрею Шептицькому                                                                                | 2015               | майдан Андрея Шептицького                                                 |      | Скульптуру виконано у стилістиці традиційного українського іконопису: з витягнутими пропорціями фігур. Автори пам'ятника — молоді скульптори Степан Федорин та Микола Гурмак. Вартість пам'ятника і облаштування території довкола — близько мільйона гривень. Пам'ятник освятив глава УКГЦ Святослав (Шевчук). |
| Францу Йосифу І                                                                                   | 2014               | майдан Андрея Шептицького, при вході до готелю «Франц»                    |      | Пам'ятник імператору в людський зріст встановили в листопаді 2014 р. власники готелю «Франц», що на Майдані Шептицького. За задумом, сам Франц Йосиф запрошуватиме гостей зупинитися в готелі свого імені. Імператор Франц Йосиф І — легендарна для Галичини історична постать. Свого часу на цих теренах існував своєрідний культ цісаря. Відголоски його досі помітні в ностальгії за часами габсбурзької монархії, яка властива частині галицької інтелігенції. Франц Йосиф І правив 68 років (1848—1916), встановивши абсолютний рекорд серед європейських монархів. |
| Степану Бандері                                                                                   | 2009               | на Європейській площі                                                     |      | Меморіальний комплекс та пам'ятник Степану Бандері був відкритий урочисто 1 січня 2009 року. Його автор — львівський скульптор Микола Посікіра. |
| Борцям за волю України                                                                            | 2003               | по вул. Є. Коновальця, біля аеропоту                                      |      | Скульптор: В. Довбенюк |
| Пам'ятник зерну життя                                                                             | 2000               | Площа Ринок                                                               |      | У 2000 р. в рамках реконструкції міста на площі Ринок було споруджено фонтан, що мав символізувати відродження життя, яке завжди перемагає смерть. Цей символ початково мав форму зерна, з якого проростали пагони рослин. З часом, як розповідають ескурсоводи, безпритульні зрізали їх на метал, а зерно перетворилося на яйце, яке відразу почало обростати легендами. Зокрема, після подій 2004 року деякі іванофранківці розповідали довірливим туристам версію про те, що яйце встановили після «замаху» на Віктора Януковича. |
| Воїнам-афганцям                                                                                   | 2009               | у парку Воїнів-інтернаціоналістів                                         |      | Пам'ятник воїнам, полеглим в афганській війні 1978–1989 рр.,— майже трьохметрова гранітна скульптура. На постаменті — 30-тонна скеля, на ній жива мішень під прицілом снайперської гвинтівки — бронзова фігура солдата, який тримається за пробите кулею серце. Біля підніжжя — символ пам'яті: запалений факел, пам'ятна таблиця загиблих та викладене каміння з написами афганських міст, де відбувалися найжорстокіші бої за участю українців. Це — Кабул, Кандагар, Саланг, Джелалабад. Скульптор — лауреат Шевченківської премії — Василь Вільшук. Вартість — 280 тис. грн. |
| «Дерево щастя»,                                                                                   | 2009               | пішохідна частина вулиці Незалежності                                     |      | Коване триметрове металеве «дерево щастя» — подарунок учасників щорічного «Свята ковалів-2008» до Дня міста. На його гілках — сотні «кованих подарунків»: тут і людина-оркестр, і дитяча гойдалка, і жар-птиці та дивовижні квіти. Встановлена вона на місці, де кілька разів не приживалося живе дерево. |
| Вознесіння, монумент                                                                              | 2001               | на «Валах»                                                                |      | Монумент встановлений 28 червня 2001 року, складається із триметрової статуї Ісуса Христа та двох біло-мармурових пілонів, на яких знаходяться хрест та бронзова накладка, що імітує німб. Скульптори — львів'яни Р. Сивенький та П. Штаєр. |
| «Камінь кохання», обеліск                                                                         | 2010               | в парку ім. Шевченка                                                      |      | Камінь, що береже вірність, єднає серця та приносить вічну любов. Цей талісман закоханих у дарунок рідному місту привіз із Кани Галілейської колишній івано-франківець, митець Алекс Штрай, чиї роботи здебільшого пов'язані з біблійною тематикою. |
| Ленкавському Степану                                                                              | 2010               | в Угорниках                                                               |      | Пам'ятник українському політичному діячеві, публіцисту, одному з ідеологів ОУН Степанові Ленкавському, уродженцеві села Угорники, що входить адміністративно до Івано-Франківської міськради, було урочисто відкрито напередодні Дня незалежності України 22 серпня 2010 року. На церемонії відкриття пам'ятника були присутні заступник голови Івано-Франківської облдержадміністрації Роман Іваницький, активісти політичних партій Свободи, Нашої України, УНП, УНА-УНСО, УРП Собор, воїни ОУН-УПА, жителі села Угорники та Івано-Франківська. Пам'ятник виконаний з бронзи, автор — скульптор лауреат Шевченківської премії Василь Вільшук. |
| Ленкавському Степану, погруддя                                                                    | 2001               | на розі вулиць Ленкавського та Короля Данила                              |      | Пам'ятник у вигляді 2-х монолітних брил червоного пісковику, покладені одна на одну, на верхній — барельєф Ленкавського. Автор — скульптор Василь Вільшук |
| Міцкевичу Адаму                                                                                   | 1930               | на площі Міцкевича                                                        |      | Пам'ятник польському поетові Адаму Міцкевичу було урочисто відкрито в столітній ювілей поета 20 листопада 1898. Пам'ятник був виготовлений з білого каррарського мармуру. Однак у 1930 році через руйнування пам'ятник повністю реконструювали, поставили бронзовову копію оригіналу так він і виглядає зараз. Первинний автор монумента — краківський скульптор Тадеуш Блотницький. |
| Монумент Слави                                                                                    | 1967               | на вулиці Лепкого                                                         |      | |
| Воз’єднанню українських земель                                                                    | 1988               | перед будівлею Івано-Франківської ОДА («Білий дім»)                       |      | Скульптор Я. Чайка, архітектор М. Ходан. |
| Пластунам, які не зрадили своїх присяг                                                            | 2012               | сквер біля площі Адама Міцкевича                                          |      | Скульптор: В. Довбенюк |
| Пам'ятник Євгену Коновальцю                                                                       | 21 жовтня 2012     | в сквері на розі вулиць Коновальця — Військової.                          |      | Пам'ятник зроблено у вигляді бронзового погруддя Коновальця у військовій формі, що підноситься на гранітній колоні загальною висотою більше 3 м. Внизу на постаменті напис «Євген Коновалець (1891—1938)». Скульптор — Ігор Семак. |
| на честь проголошення столиці ЗУНР в Станіславові                                                 | 2004               | перед Домом правосуддя (вул. Грюнвальдська, 11)                           |      | Пам'ятний знак на честь проголошення ЗУНР в Станіславові був урочисто відкритий у 2004 році. Автор — скульптор Василь Вільшук. Пам'ятник встановлено завдяки меценатському сприянню В. С. Войцюка. |
| на честь скасування панщини в 1848 році, пам'ятний хрест                                          | відновлений у 2007 | на розі вулиць Тисменецької та Юності                                     |      | |
| «Полеглим військовим залізничникам» (?)                                                           |                    | біля пішохідного моста за залізничним вокзалом                            |      | |
| Обеліск Слави                                                                                     | 1969               | на Північному бульварі (на площі Визволення)                              |      | Обеліск (висотою 26 м) споруджено на честь 25-річчя звільнення міста від німецько-фашистських загарбників. Автор — скульптор П.Сопільник. Обеліск увінчувала п'ятикутна зірка, зі здобуттям незалежності зірку зняли. |
| Працівникам органів внутрішніх справ Прикарпаття, які загинули при виконанні службових обов'язків | 1997               | на розі вулиць Сахарова і Коновальця                                      |      | Пам'ятник Працівникам органів внутрішніх справ Прикарпаття, які загинули при виконанні службових обов'язків, було урочисто відкрито на День міліції (20 грудня) 1997 року. Монумент встановлений з ініціативи ради ветеранів, підтриманої тодішнім начальником УМВС в області генералом міліції Анатолієм Французом. Скульптор М. Посікіра, архітектор М. Федик. |
| Пресвятої Діви Марії, статуя                                                                      |                    | на майдані Шептицького                                                    |      | |
| Пресвятої Діви Марії, статуя                                                                      |                    | вул. Карпатська                                                           |      | встановлено на території ІФНТУНГ |
| Прокоповичу Петру, погруддя                                                                       | 2002               | на вулиці Шпитальній                                                      |      | Погруддя видатного українського бджоляра, основоположника раціонального бджільництва Петра Прокоповича встановлено в червні 2002 року коштом мецената В. С. Войцюка, Скульптор: В. Довбенюк. |
| Українським націоналістам/ Страченим націоналістам, пам'ятний знак                                | 2003               | на вулиці Страчених                                                       |      | Пам'ятний знак страченим українським націоналістам було відкрито на Покрову 14 жовтня 2003 року. У такий спосіб вшановано та увічнено пам'ять про українців, розстріляних німецькими окупантами під час постановки оперети Я. Барнича «Шаріка» у Станіславівському театрі імені І. Франка 1943 року. Водночас наприкінці 2000-х встановилась громадська думка в частини містян і громадських діячів, що замість маловиразної скульптури Страченим націоналістам має бути встановлений повноцінний монумент, а вулиця, де він встановлений — Страчених має бути перейменована на вулицю Страчених українських патріотів, адже теперішня скульптура і назва вулиці нерідко асоціюються з синагогою, розташованою поруч, відтак євреями, Скульптор: В. Довбенюк.                 |
| Софіївська група                                                                                  | 1950-ті            | на розі вулиць Героїв УПА та Софіївка (в той час с. Софіївка)             |      | Монумент встановили на братському похованню. На низенькому п'єдесталі стояла ціла скульптурна група: один солдат присів, наче перед ривком в атаку, інший кидає гранату. У 1945 році у пресі був надрукований проект реконструкції площі Міцкевича. За задумом обласного архітектора Клочко, посередині скверу мав би постати величний монумент радянським солдатам. Той задум не реалізували, але софіївський пам'ятник дуже нагадує зменшену копію того амбітного проекту. Скульптуру знесли ще у 1960-х, під час реконструкції кладовища. |
| Стефанику Василеві                                                                                | 1995               | у подвір'ї Прикарпатського університету на вулиці Шевченка                |      | Пам'ятник видатному українському прикарпатському письменнику Василю Стефанику було урочисто відкрито 21 січня 1995 року. Автор — скульптор Еммануїл Мисько. |
| Франкові Івану                                                                                    | 1995               | на вулиці Незалежності біля будівлі Обласного музично-драматичного театру |      | Величний пам'ятник (не перший у місті) визначному українському поетові та мислителю, громадському діячеві Іванові Франку, чиє ім'я носить місто, було урочисто відкрито 26 серпня 1995 року. Монументальний комплекс відображає високу постать Івана Франка, що крокує, на гранітному постаменті, — символізує задуманого поета і філософа, що в русі заглибився у свої думки. Автори пам'ятника — скульптори Любомир Яремчук та Микола Посікіра. |
| Франкові Івану, погруддя                                                                          | 1978               | вул. Івана Франка                                                         |      | Погруддя письменника, «що немов виростає зі скелі», встановлено 1978 року на однойменній вулиці у сквері (реконструкція пам'ятника с. Опришивців) (1956 р.). Автор — Анатолій Болюк. |
| Чорноволу Вʼячеславові, погруддя                                                                  | 2007               | на розі вулиць Чорновола та Січових Стрільців                             |      | Погруддя видатному політичному діячеві України XX століття В'ячеславові Чорноволу було відкрито 24 грудня 2007 року. Автор скульптурного портрета політика — скульптор Василь Вільшук, виконали роботи співробітники управління капітального будівництва виконкому Івано-Франківської міської ради. |
| Шевченкові Тарасу, пам'ятник                                                                      | 2011               | в парку ім. Шевченка                                                      |      | Пам'ятник подарував відомий канадський скульптор Лео Мол у 2008 році. Декілька років тривали дискусії щодо вибору місця встановлення монумента та його художньої цінності. 22 травня 2011 року відбулось урочисте відкриття нового пам'ятника у Парку ім. Т. Г. Шевченка, неподалік старого погруддя Кобзареві. Копія скульптури знаходиться у місті Оттава. [Архівовано 30 листопада 2011 у Wayback Machine.] |
| Шевченкові Тарасу, погруддя                                                                       | 1951               | в парку ім. Шевченка                                                      |      | Скульптор Й. Николишин |
| Шкільництву                                                                                       | 2005               | у подвір'ї 5 школи на вулиці Франка                                       |      | Цей оригінальний монумент, що має вигляд глобуса й стосу книжок, було споруджено з ініціативи директора школи Я. В. Олексина. Пам'ятник символізує необхідність повсякчасного та безперервного навчання задля досягнення вершин досконалості та поставленої мети. Скульптор Володимир Довбенюк, архітектор І. Токарук. |
| Пам'ятник чорнобильцям Прикарпаття                                                                | 21 серпня 2014     | у сквері на розі вулиць Незалежності і Шухевичів                          |      | Пам'ятник зроблений із граніту у вигляді матері-берегині висотою близько 5 м. На постаменті напис: «І мертвим, і живим, і ненародженим чорнобильцям Прикарпаття. Вони спасли світ від ядерної катастрофи. Вічна пам'ять». Автор пам'ятника — скульптор Володимир Довбенюк. |
| Руській Трійці                                                                                    | 2013               | у Парку імені Адама Міцкевича                                             |      | Скульптор Володимир Довбенюк |
| Пилипу Орлику                                                                                     | 24 жовтня 2012     | по вулиці Пилипа Орлика                                                   |      | Творцями пам'ятника є архітектор Володимир Гайдар і скульптор Степан Федорин. Пам'ятний знак виконаний у вигляді вертикального прямокутника із глибоким вирізом в середній частині. |
| Жителям села Пасічної, які загинули за волю України                                               |                    | початок вул. Горбачевського                                               |      | Скульптор: В. Довбенюк |
| Данилу Галицькому                                                                                 | 13 жовтня 2015     | по вулиці Короля Данила                                                   |      | Бронзове погруддя (висота 1,3 м.) Королю Данилу виготовив скульптор Ігор Семак. Встановлене на гранітному постаменті заввишки понад 2 м. Ініціатором і фундатором цього проекту є родина колишнього міського голови Івано-Франківська Віктора Анушкевичуса. |
| Опанасу Заливасі                                                                                  | 23 листопада 2017  | пішохідна частина вулиці Незалежності                                     |      | Бронзовий пам'ятник зображає художника з мольбертом, який ніби присів на одній з лавок «стометрівки» та робить замальовку. Скульптор Ігор Семак. |
| Андрію Мельнику                                                                                   | 17 грудня 2017     | на розі вулиць Мельника-Сахарова                                          |      | Скульптор Ігор Семак. |
| Шандору Петефі                                                                                    | 31 липня 2017      | в парку ім. Шевченка                                                      |      | |
| Івану Пулюю                                                                                       | 21 вересня 2015    | біля центральних воріт ІФНТУНГ на вулиці Береговій                        |      | На постаменті викарбувані слова Івана Пулюя: «… нема більшого гонору для інтелігентного чоловіка, як берегти свою і національну честь та без нагороди вірно працювати для добра свого народу, щоб забезпечити йому кращу долю». Проект пам'ятника виконав архітектор Володимир Гайдар, скульптор Микола Обезюк. |
| Дмитру Гаху                                                                                       |                    | в с. Хриплин                                                              |      | На постаменті викарбувані слова: «Земляче наш! В борні уклав ти свій талант, натхнення, душу. Пройшовши крізь огонь і стужу. Для нас героєм ти постав. Дмитро „Скуба“ Гах. 10.10.1919 — 27.09.1945» |
| Народному вчителю                                                                                 | 2 грудня 2018      | на розі вулиць Франка та Петрушевича                                      |      | Автор Ігор Семак. На пам'ятнику написана цитата з вірша Андрія Малишка: «Вчителько моя, зоре світова…» |
| Великоднє сонце                                                                                   | 2008               | на Валах                                                                  |      | Зроблений під час Міжнародного фестивалю Свято ковалів-2007. Висота пам'ятнику приблизно 3 метра, діаметр близько 2 метрів. До диску прикріплені 12 металевих промінів, які створені з янголів, жучків та дзвіночків. Кожен промінь цього величезного сонця кували 300 майстрів з 20 країн різними ковальськими техніками. |
| Мотоциклу                                                                                         | 2018               | Площа Ринок                                                               |      | Номерний знак 63-08 СЯД. Автори ідеї — Шешурак Вікторія та Шешурак Віра. Автор скульптури — Шешурак Андрій. |
| Едварду Джону Сміту                                                                               | 2018               | С. Петлюри, 19                                                            |      | На території ресторану «Титанік». |
| Роману Шухевичу                                                                                   | 23 травня 2019     | на розі вулиць Шухевичів і Цьоклера                                       |      | Виготовлений з бронзи висотою 2,8 м. Автори — Ігор Семак та Євген Шатирко. |
| Роботу-козаку                                                                                     | травень 2019       | в сквері Первоцвіт (м-н Пасічна)                                          |      | Металевий пам'ятник, зроблений в рамках фестивалю «Свято ковалів — 2019», ковалями-початківцями з ВПУ № 21. |
| Пресвятій Родині                                                                                  | 15 вересня 2019    | Калинова Слобода                                                          |      | Освятив архієпископ і митрополит Владика Володимир Війтишин. |
| Степану Пушику                                                                                    | 18 вересня 2019    | вулиця Шевченка                                                           |      | Бронзовий пам'ятник (висота 2,3 м) скульптора Володимира Семківа виконано у вигляді щоденника письменника — 9 сталевих листів товщиною 6 мм з ажурним написом «Степан Пушик» та текстом-присвятою на першому листі: А там, у Франковому місті, де озеро з парком, Де вулиці тихі, від білих будинків – тепло, Були мені милі розмови веселі та жарти, Непросто і просто життя моє часом текло. Ген-ген мої гори! Вони мені вірять, як сину! Ген-ген мої весни, яких вже не буде повік! Я й не сумніваюсь: воскресне моя Україна! І люди підтвердять, що чесний я був чоловік! Не треба ні ангела з мене робити, ні бурю, ні кригу. Я дякую долі, що ані оглух, ні осліп, Що жив неспокійно й залишусь на світі у книгах, А книги потрібні Вкраїні! Як воля, як віра, як хліб… |
| Артуру Бернсу                                                                                     | 14 листопада 2019  | Бельведерська, 10-а, з боку провулку Фортечний                            |      | З ініціативи приватних меценатів. |
| Роману Левицькому                                                                                 | 12 серпня 1990     | Романа Левицького                                                         |      | Пам'ятник члену Народного Руху інженеру Роману Васильовичу Левицькому, вбитого 12/08/89 в Івано-Франківську. Початково пам'ятник був з бронзовим барельєфом. Наприкінці дев'яностих років минулого століття монумент двічі плюндрували мисливці за кольоровими металами. Через те 2007 року на тому ж місці встановили пам'ятний знак висотою 3 м з червоного пісковику роботи скульптора Василя Вільшука. |

## Колишні пам'ятники
| Назва                | Рік встановлення | Розташування                                        | Фото | Короткі відомості |
| -------------------- | ---------------- | --------------------------------------------------- | ---- | --- |
| Братам Майданським   | 1979             |                                                     |      | На честь чотирьох братів, які з приходом СРСР активно брали участь у партійній і громадській роботі. Всі, четверо, загинули на війні. З нагоди 40-річчя «возз'єднання» 23 вересня 1979 року їм відкрили пам'ятник. Монумент являв собою чотири залізобетонних пілони розмірами 6,5х1х0,5 м. На кожному з них були барельєфи братів, а на першому вгорі — напис: «Брати Майданські борці за владу Рад на Прикарпатті, які загинули на фронтах Великої Вітчизняної Війни». Був ще п'ятий,— наймолодший брат Михайло. Але оскільки він повернувся з війни живим, то барельєф для нього робити не стали. Наприкінці 1980-х поруч встановили ростову скульптуру їхньої матері у скорботі. Пам'ятник протримався до 1993 року. Спочатку не було одностайної думки щодо його знесення, мовляв,— свої хлопці, яких ввела в оману ідеологічна пропаганда. Справу про знесення вирішила зірка на кашкеті Дмитра Майданського. Зараз на цьому місці продуктовий міні-маркет. Скульптор — Болюк, архітектор — Соколовська. |
| Володимиру Леніну    | 1975             |                                                     |      | Скульптори А. Білостоцький, Г. Кальченко, О. Супрун, архітектори Т. Довженко і Л. Попеченко. 9 жовтня 1990 року пам'ятник було демонтовано У 1995 на цьому ж місці встановлено пам'ятник Івану Франку |
| Літак Гагаріна       | 1980-ті          | с. Крихівці (на кільці біля теперішнього «Сільпо»)  |      | Це був справжній винищувач МіГ-15УТІ, — на такому ж розбився Юрій Гагарін. Цей пам'ятник офіційно не зносили. На початку 1990-х сильним вітром обірвало частину обшивки каркаса, — пам'ятник залишився на одних опорах. Протягом місяця його ніхто не ремонтував, і в результаті, вночі, — літак зник. За неофіційними даними, його розпиляли та здали на брухт. |
| Ракета проти церкви  | 1970-ті          |                                                     |      | У 1972 році у приміщенні вірменського костелу відкрили музей історії релігії і атеїзму. Згодом площу перед музеєм прикрасила ракета, яка, згідно з тогочасним путівником, «символізувала одвічне прагнення людства до знань, до світла, до щастя». Ходили розмови про справжній ракетний модуль, на якому раніше тренувалися космонавти. Насправді ж це був звичайний макет, виготовлений на локомотиворемонтному заводі, на вигляд — досить мирний. У 1990 році костел повернули церкві, а ракету тоді відвезли на територію одного із промислових підприємств. |
| Танк Т-34            | 1978             | на Сталінградській площі (тепер Європейська)        |      | У листопаді 1965 року його поставили на Пасічній, в середині кільця (траси на Калуш і Львів). То був старенький Т-34 на простому прямокутному постаменті. Пізніше врахували, що танкісти наступали з півдня — з боку Опришівців, а в напрямку Калуша відступали німці. Тому пам'ятник перенесли, а постамент підірвали вночі. Кажуть, що від вибуху потріскали вікна у сусідніх будинках. Повторне відкриття відбулось у 1978 р. Танк Т-34 стояв на постаменті у формі зрізаного паралелепіпеда, обкладеного білим мармуром. На борту машини був номер «100», а на стволі — сім зірочок, що символізувало кількість знищених танків противника. На початку 1990-х танк зняли вночі. Наступного ранку на постаменті написали червоною фарбою: «Вандали — поверніть історію!». Через декілька днів демонтували і постамент. Архітектор Альощенко, скульптор Давидюк. |
| Францу I             | 1838             | на площі Францішка (тепер майдан Шептицького)       |      | Був знесений за наказом польського військового коменданта на рубежі 1919/1920 років, бронзу здано на військовий склад. Постамент знесли 1928 року. Всього пам'ятник цісарю простояв у місті 81 рік. |
| Грюнвальдської битви | 1910             | в парку Ельжбети (тепер парк імені Тараса Шевченка) |      | Був встановлений в річницю 500-ліття Грюнвальдської битви. В 1910 році у парку цісарівни Елізабети (нині парк Шевченка) було відкрито пам’ятник, що називався «Грюнвальдська скала». Монумент мав вигляд високої колони, увінчаної фігурою орла з розпростертими крилами (символ польської держави). Загальна висота Грюнвальдської скали складала 6 м. У грудні 1941 р. пам’ятник був серйозно пошкоджений німцями, а відтак і знесений. |

## Виноски
1. ↑  В Івано-Франківську хочуть встановити пам'ятник Шухевичу [Архівовано 1 лютого 2014 у Wayback Machine.] // інф. за 10 червня 2010 року на www.zaxid.net (Новини ZAXID.NET) [Архівовано 7 серпня 2010 у Wayback Machine.]
2. ↑  Урочисте  відкриття пам'ятника Герою Небесної Сотні, Герою України  Роману Гурику. www.pu.if.ua. Архів оригіналу за 5 березня 2016. Процитовано 18 жовтня 2015.
3. ↑  В Івано-Франківську відкрили пам'ятник митрополиту Андрею Шептицькому [Архівовано 1 жовтня 2015 у Wayback Machine.] // Радіо Свобода, 28.08.2015.
4. ↑  Рильчук Юрій В Івано-Франківську відкрили меморіальний комплекс та пам'ятник Степану Бандері[недоступне посилання] // інф. Укрінформ за 3 січня 2009 року
5. ↑  В Івано-Франківську в урочистій обстановці відкрили памятник провідникові ОУН Степану Бандері на www.vidgolos.com. Архів оригіналу за 28 січня 2016. Процитовано 6 серпня 2010.
6. 1 2   Головатий М.І. «200 вулиць Івано-Франківська» — Ів.-Франківськ: Лілея, 2010. — С. 195
7. ↑  Туристичний Івано-Франківськ: Куди піти і на що подивитися?. БЛІЦ-ІНФО. Архів оригіналу за 17 липня 2019. Процитовано 17 липня 2019.
8. ↑  nashemisto.if.ua. Архів оригіналу за 27 травня 2009. Процитовано 10 серпня 2010.
9. ↑  www.vezha.org. Архів оригіналу за 2 лютого 2014. Процитовано 10 серпня 2010.
10. ↑  Архівована копія. Архів оригіналу за 1 лютого 2014. Процитовано 10 серпня 2010.{{cite web}}:  Обслуговування CS1: Сторінки з текстом «archived copy» як значення параметру title (посилання)
11. ↑  Головатий М.І. «200 вулиць Івано-Франківська» — Ів.-Франківськ: Лілея, 2010. — С. 49
12. ↑  із сайту «Deutsche Welle». Архів оригіналу за 10 жовтня 2010. Процитовано 6 серпня 2010.
13. ↑  В Івано-Франківську відкрили пам'ятник автору Десяти заповідей українського націоналіста [Архівовано 25 серпня 2010 у Wayback Machine.] // інф. за 23 серпня 2010 року на Korespondent.net
14. ↑  Пам'ятник Адаму Міцкевичу на www.ivfrankivsk.if.ua. Архів оригіналу за 3 лютого 2014. Процитовано 6 серпня 2010.
15. ↑  [ http://www.report.if.ua/index.php?option=com_content&view=article&id=4192:2010-04-22-20-33-53&catid=59:2009-09-26-16-39-41&Itemid=67 [Архівовано 1 лютого 2014 у Wayback Machine.] Пізнай краще свій край: Пам'ятник Міцкевичу] газета репортер за 19 серпня 2010 року http://www.report.if.ua [Архівовано 16 квітня 2010 у Wayback Machine.]
16. ↑  Пам'ятник в честь проголошення столиці ЗУНР в Станіславові на www.ivfrankivsk.if.ua. Архів оригіналу за 3 лютого 2014. Процитовано 6 серпня 2010.
17. ↑  www.ivfrankivsk.if.ua. Архів оригіналу за 3 лютого 2014. Процитовано 15 серпня 2010.
18. ↑  МВС України в Івано-Франківській області. Архів оригіналу за 13 квітня 2009. Процитовано 6 серпня 2010.
19. ↑  В Івано-Франківську відкрито пам'ятник винахіднику бджолиного вулика Петру Прокоповичу[недоступне посилання з липня 2019] // новина від Радіо «Свобода» за 10 червня 2002 року
20. ↑  Помер Володимир Войцюк — відомий прикарпатський меценат, повідомл. за 4 червня 2010 року на www.vezha.org (Телерадіокомпанія «Вежа» — Новини Івано-Франківськ, Прикарпаття). Архів оригіналу за 2 лютого 2014. Процитовано 23 січня 2012.
21. ↑  Сьогодні в Івано-Франківську відбулося урочисте відкриття пам'ятника Страченим. [Архівовано 24 вересня 2015 у Wayback Machine.] // інф. за 14 жовтня 2003 року на Вебсторінка Івано-Франківської обласної державної адміністрації [Архівовано 16 лютого 2021 у Wayback Machine.]
22. ↑  Оксана Середюк (інформслужба ТРК «Вежа», Ів.-Франківськ) Громадськість Івано-Франківська вимагає знести пам'ятник Страченим на однойменній вулиці [Архівовано 2 лютого 2014 у Wayback Machine.] // інф. за 12 червня 2009 року
23. ↑  Хронологія подій (Івано-Франківська)[недоступне посилання з липня 2019] на www.dif.if.ua («Ділова Івано-Франківщина») [Архівовано 28 травня 2010 у Wayback Machine.]
24. ↑  Сайт обласної універсальної наукової бібліотеки ім. І. Франка. Архів оригіналу за 22 червня 2015. Процитовано 6 серпня 2010.
25. ↑  Набока Інна 20 років Українській Гельсінкській Спілці [Архівовано 1 вересня 2010 у Wayback Machine.] // матеріал Радіо «Свобода» від 7 липня 2008 року
26. ↑  В Івано-Франківську відкрили пам'ятник В'ячеславу Чорноволу [Архівовано 24 вересня 2015 у Wayback Machine.] на Івано-Франківська обласна державна адміністрація [Архівовано 16 лютого 2021 у Wayback Machine.]
27. ↑  Зруйновані і знесені: пам’ятники, які раніше стояли в Івано-Франківську. frankivsk-future.com.ua (укр.). Архів оригіналу за 3 червня 2021. Процитовано 28 травня 2021.
28. ↑  За рішенням сесії міської Ради в Івано-Франківську демонтовано пам'ятник Леніну на www.ivfrankivsk.if.ua [Архівовано 14 березня 2022 у Wayback Machine.].
29. ↑  www.ivfrankivsk.if.ua. Архів оригіналу за 3 лютого 2014. Процитовано 6 серпня 2010.